# Endotricha
Genre
Endotricha est un genre de lépidoptères (papillons) de la famille des Pyralidae.

## Liste des espèces rencontrées en Europe
- Endotricha flammealis (Denis & Schiffermüller, 1775)
- Endotricha rogenhoferi Rebel, 1892

## Liste d'espèces
- Endotricha conchylaria